# Rouwbord

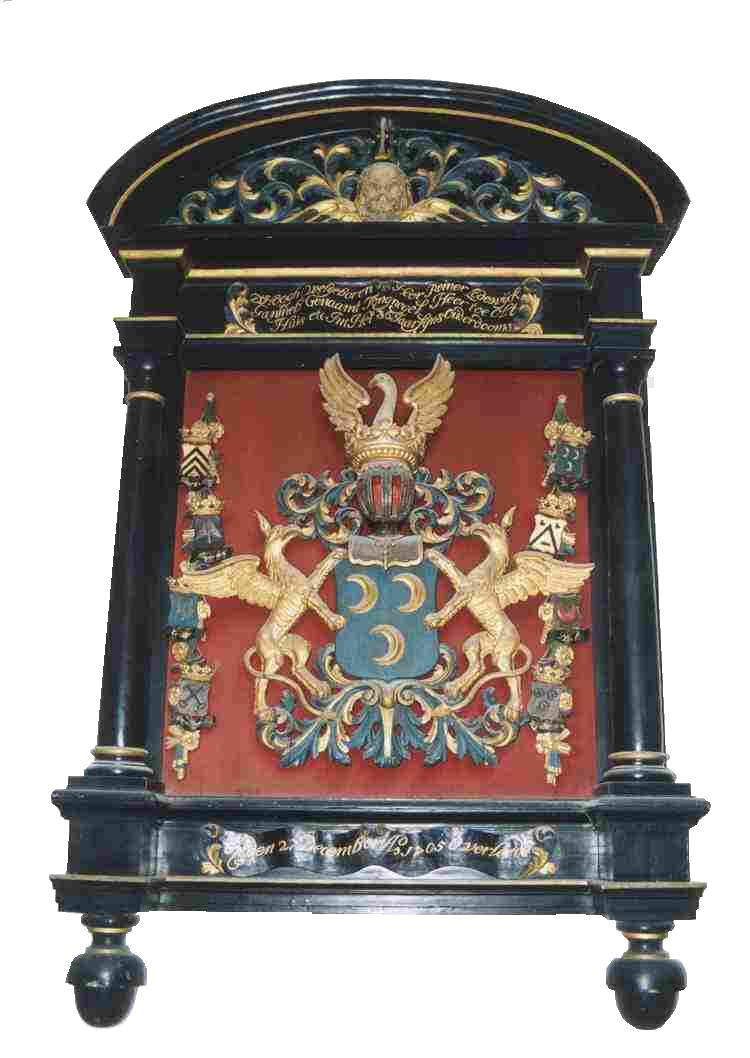
Dit rijkversierde 18e-eeuwse rouwbord toont ook de wapens van de voorouders

Een rouwbord is een zwartgeverfd meestal ruitvormig houten bord met naam, titel en wapenschild van een prominente overledene met vermelding van de geboorte- en sterfdatum. De rouwborden werden op de gevel van het sterfhuis opgehangen en werden dan naderhand aan de muren van de kerk waar de overledene begraven was bevestigd. De schilder is vaak onbekend gebleven.

## Geschiedenis

### Rouwborden in de Nederlanden
Het oudste wapenbord in Nederland stamt uit 1467. Het gedenkt Philips de Goede, die in Brugge overleed.
De oudste rouwborden waren sober uitgevoerd, meer dan naam, wapen en het (Latijnse) woord OBIIT (gestorven) met een meestal in Romeinse cijfers geschreven jaartal was er niet op te zien.
In de 17e eeuw werd de heraldiek rijker en op 18e-eeuwse rouwborden zien we veel symbolen van de dood, de eeuwigheid en de vergankelijkheid: schedels, vleermuisvleugels, ourobouros, knekels, al dan niet gevleugelde zandlopers, zeisen, omgekeerde toortsen en gebroken zuilen illustreren de dood en bieden een welkome afleiding voor het oog tijdens al te lange preken.
 Anders dan op moderne grafstenen gebruikelijk is, werden de borden nooit van Bijbelteksten voorzien.
Was het rouwbord van de generatie die de republiek der Nederlanden had gesticht nog sober van vorm en beschildering, hun rijk geworden kinderen en kleinkinderen kozen voor steeds grotere en kostbaarder vormgegeven rouwborden. Op beeldhouwwerk en verguldsel werd niet beknibbeld en men pronkte met de wapens van de voorouders en hun heraldische rangkronen. Nu kwamen deze rijk geworden kooplieden en regenten niet uit oude, tot het dragen van wapens gerechtigde, families. In een aantal gevallen werd ook voorouders zònder wapen daarom achteraf nog een fraai ogend wapenschild gegeven waarbij men vaak wapendieren van andere, gelijknamige, families "leende".
Er zijn geen grote verschillen tussen de rouwborden van mannelijke en vrouwelijke overledenen aan te wijzen. Vaak, maar niet altijd, gebruikte een vrouw een ruitvormig of ovaal wapenschild (ook vrouwenwapen genoemd). Typisch voor een weduwe is het gebruik van een om het schild geknoopte cordelière.
Er zijn kerken geweest waarin nooit rouwborden hebben gehangen. De burgemeesters van Groningen verboden direct na de reformatie het ophangen van rouwborden in de Martinikerk. In de gebrandschilderde ramen was wel plaats voor familiewapens.
De regering van de Bataafse Republiek zag de rouwborden met hun adellijke pretenties als een symbool van de oude, omvergeworpen, standenmaatschappij en verbood in 1798 alle afbeeldingen van wapenschilden omdat deze heraldische ornamenten in strijd waren met de uit Frankrijk overgenomen leus "Liberté, Égalité, Fraternité". Duizenden prachtig geschilderde borden werden op last van de overheid tot brandhout gehakt. Zij getuigden immers van eeuwenoude ongelijkheid waar gelijkheid het politieke programma was.
Door toeval of omdat een plaatselijk bestuur zich inzette voor de rouwborden bleven deze soms bewaard zoals in de kerk van Midwolde waar de fraaie 17e- en 16e-eeuwse wapenborden van de familie Von Inn und Knyphausen bewaard zijn gebleven. Ook in het Friese Hogebeintum zijn veel prachtige rouwborden bewaard gebleven. Ze betreffen de bewoners van de nabijgelegen Harsta State. Eveneens in Friesland: de kleine kerk van het dorpje Friens, die zeer fraaie rouwborden van de familie Van Sytzama herbergt. De familie bewoonde de voormalige Beslingastate in dit dorp.
Toen de Franse Revolutie was uitgewoed was de traditie van het ophangen van de wapenborden vrijwel vergeten. Hier en daar in Nederland hebben vooral adellijke families desondanks tot in onze tijd wapenborden laten maken en opgehangen. Rouwborden geven een groot inzicht in de heraldiek.

### Rouwborden in de katholieke kerk
Volgens kerkelijk recht, zo schrijft Bruno Bernard Heim bestonden er voor "leken-wapens slechts drie aanspraken op de toelating van wapens in kerken; het recht van patronage, begrafenis en schenking. Heim benadrukt dat ook het gebruik van wapens van niet-geestelijken op graven op begraafplaatsen en in kerken "onderworpen is aan het katholieke canonieke recht".

## Fotogalerie

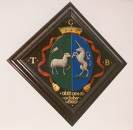
Het typisch 17e-eeuwse ovale rouwbord, met vrouwenwapen, van Tanneken Geleyn Boers in de Sint Jacobkerk in Vlissingen.
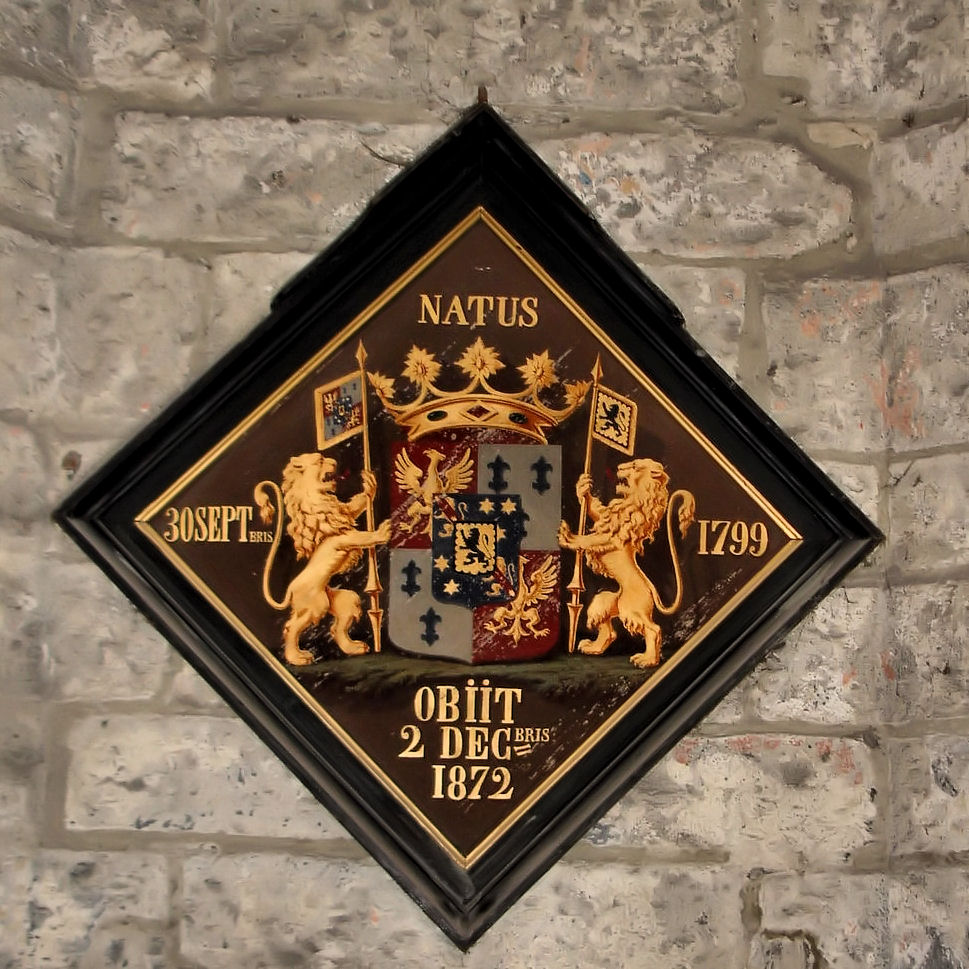
Rouwbord van markies Charles Rodriguez d'Evora y Vega, in Sint-Pietersabdijkerk, Gent
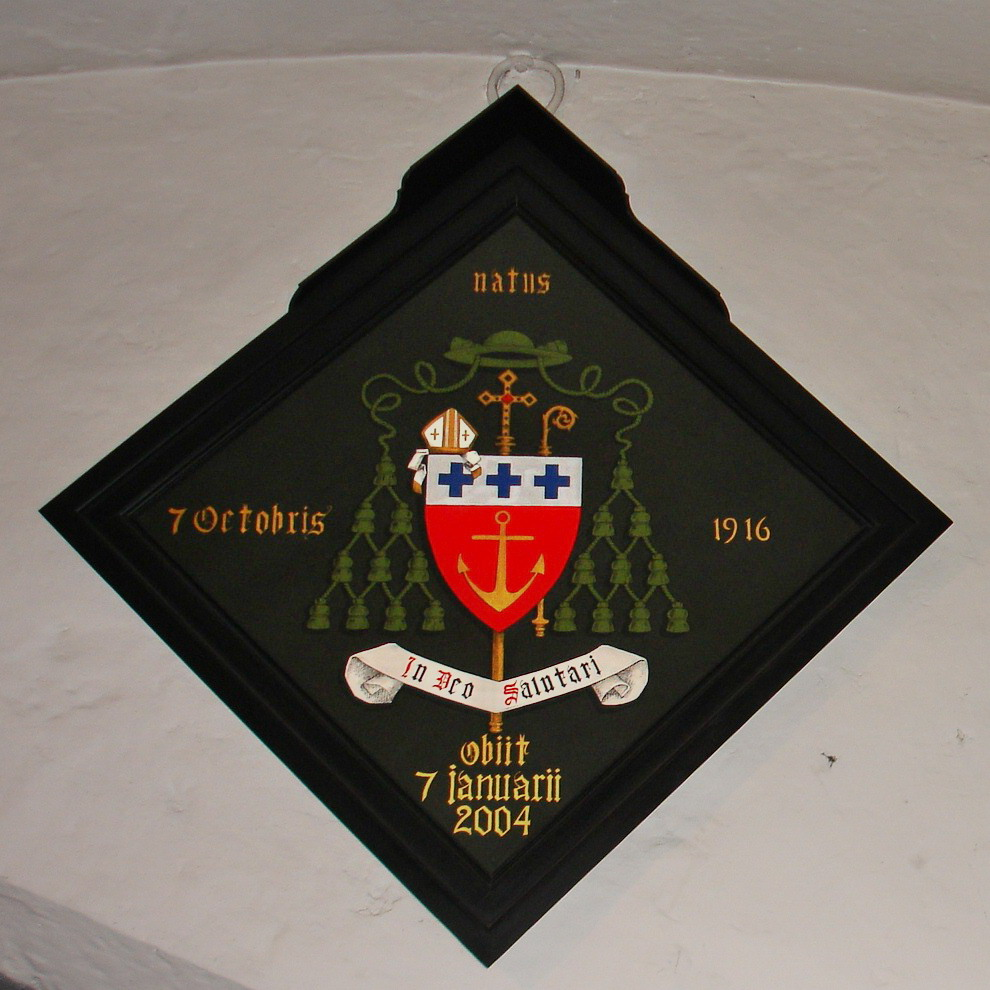
Rouwbord van Leonce-Albert Van Peteghem in de crypte van de Sint-Baafskathedraal, Gent
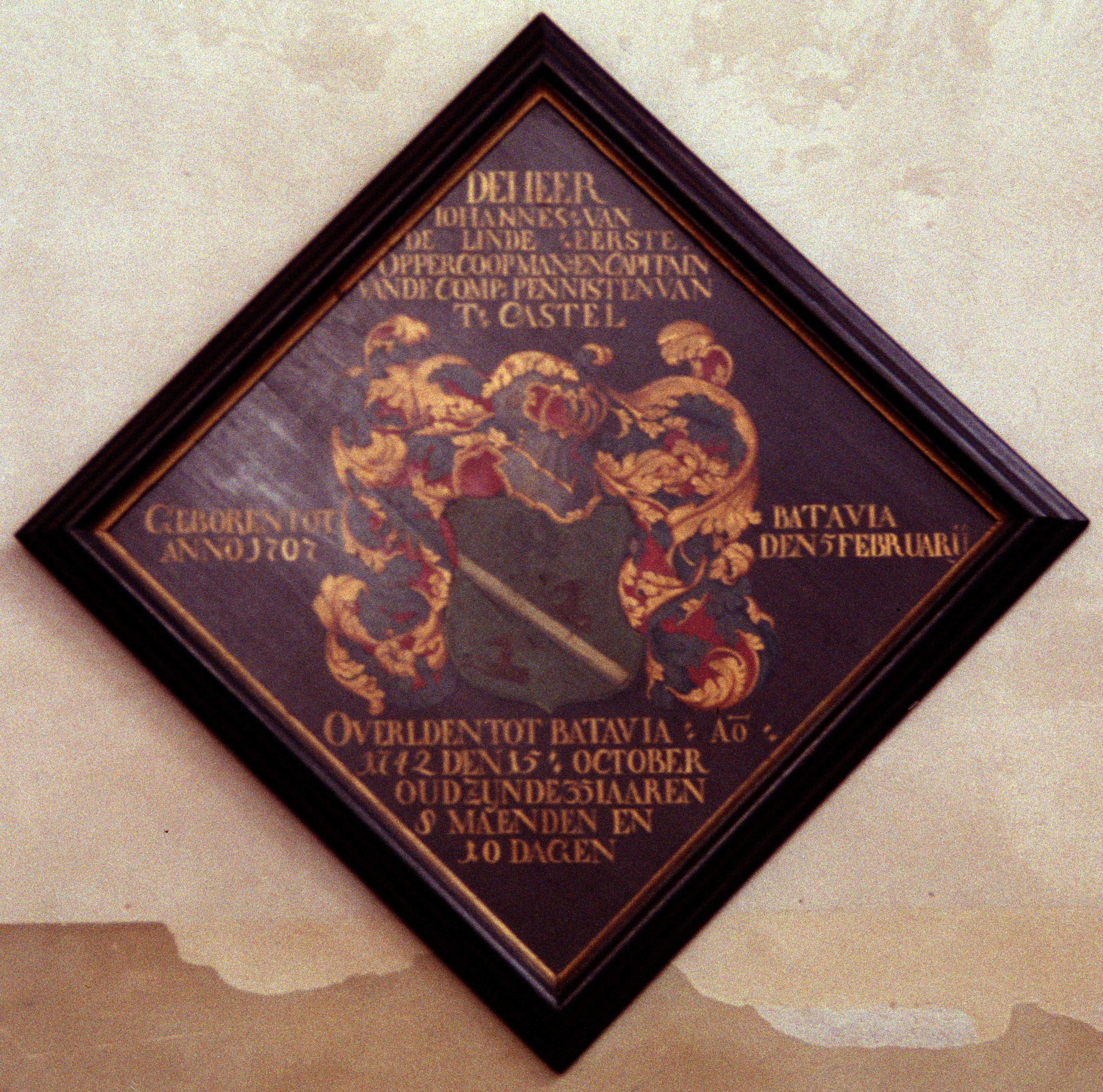
Rouwbord met wapenschild Johannes van der Linde, Grote Kerk, Zwolle
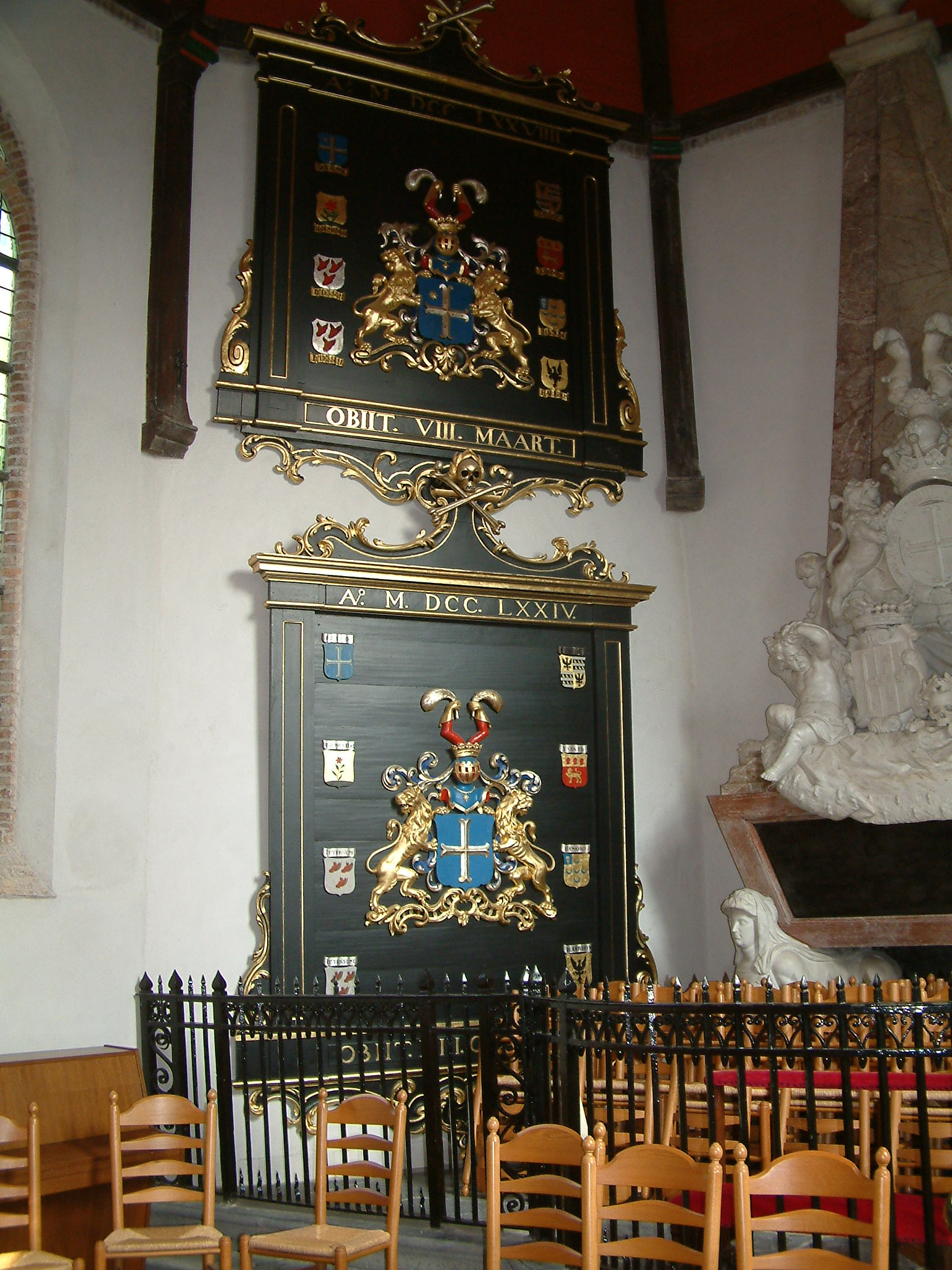
Rouwbord in de Hervormde kerk (Rhoon)
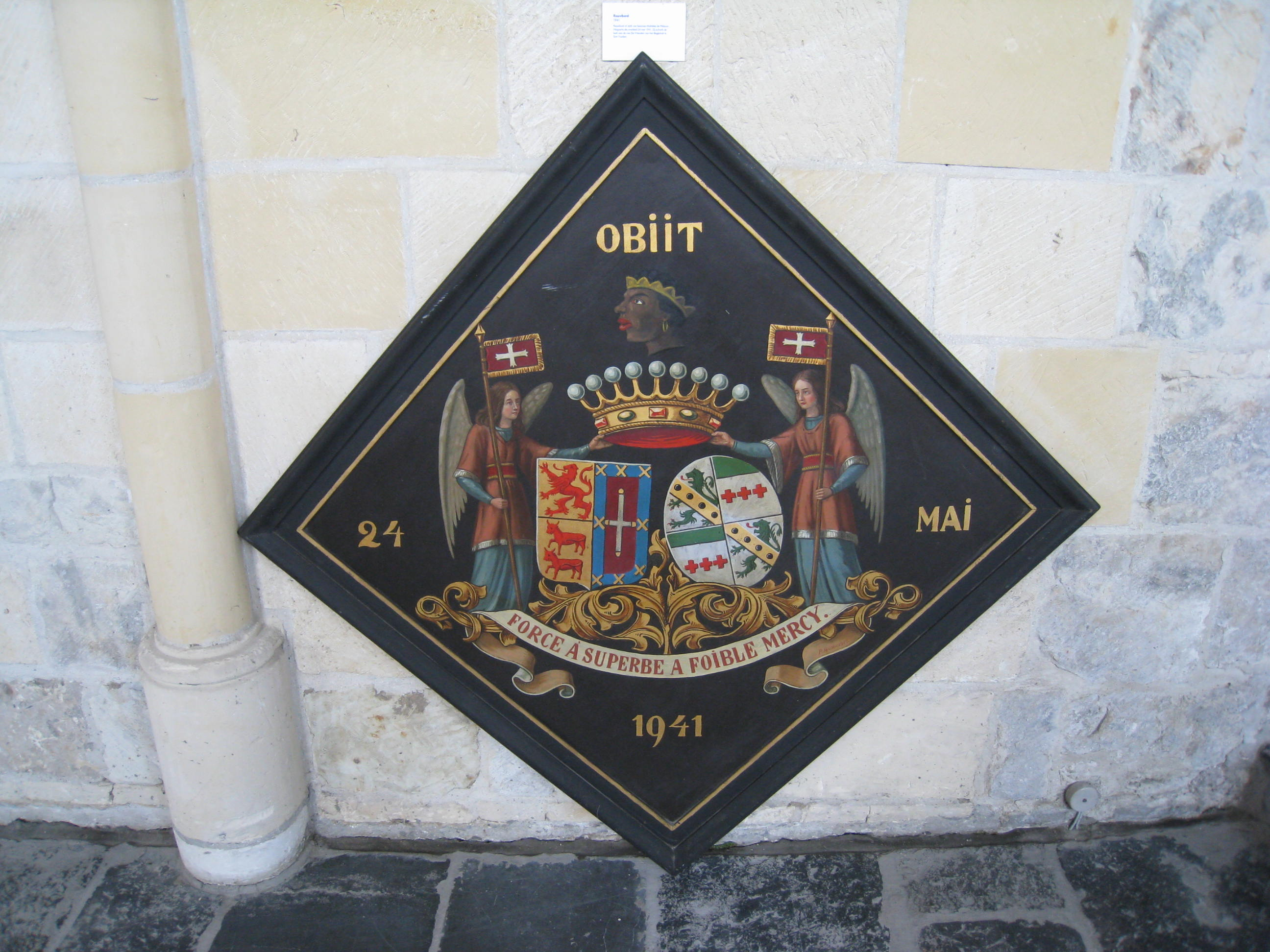
Rouwbord barones Mathilde de Pitteurs-Hiegaerts, Kerk Sint-Truiden
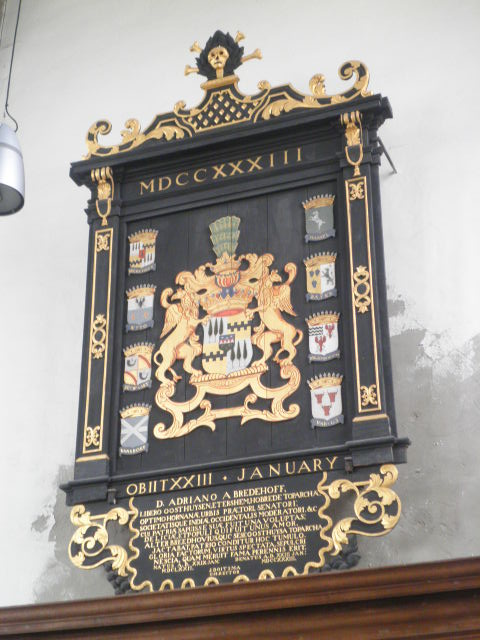
Rouwbord Adrianus van Bredehoff in de Grote kerk van Oosthuizen
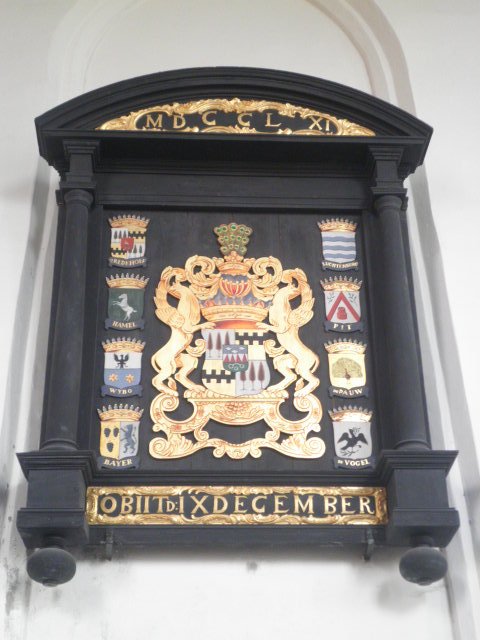
Rouwbord van François van Bredehoff junior in Oosthuizen
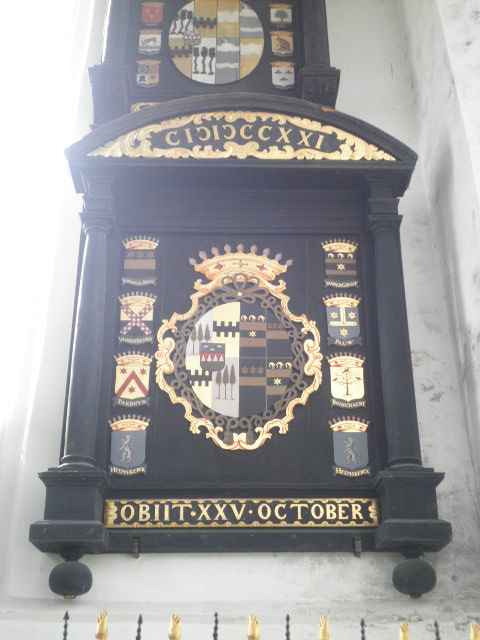
Rouwbord van François van Bredehoff in de kerk van Oosthuizen. Een van de weinige borden in Nederland met deze manier van tijdsaanduiding.
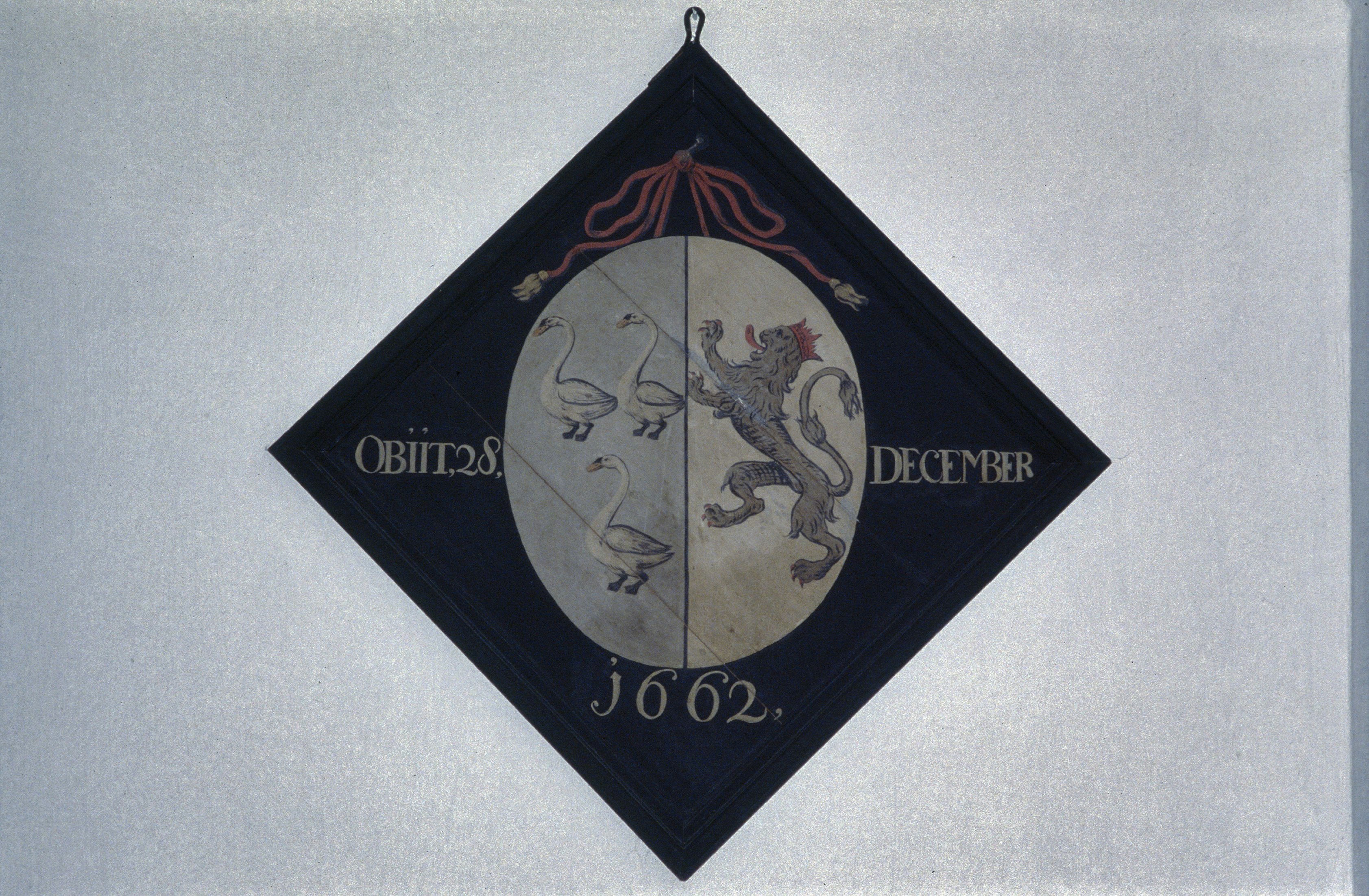
Rouwbord uit 1662 in de Geertruidskerk te Geertruidenberg.